# Castell de Montagut (Querol)
El Castell de Montagut és un edifici de Querol (Alt Camp) declarada Bé Cultural d'Interès Nacional.

## Descripció
Hi ha escasses ruïnes al cim del turó de Montagut. S'accedeix per una pista asfaltada des de Querol.

## Història
És un castell termenat. Documentat el 990, quan Sendred de Gurb va donar a Sant Cugat tots els alous que tenia dins el terme dels castells de Montagut, Querol i Pinyana. L'any 996 el mateix Sendred i la seva muller Matresinda vengueren el castell de Montagut, juntament amb els de Querol i Pinyana, a Hug, fill d'Ansulf i germà de Sendred. A partir de mitjan segle xii apareix documentada la família Montagut com a castlans del castell, dependents dels Cervelló. Aquest castell va romandre en mans dels Cervelló al llarg de tot el període medieval